# ガロー
ガロー株式会社は、大阪府大阪市中央区瓦町にある企業。子供服（インナーウェア）の製造、卸売を手がける。協同組合関西ファッション連合 (KanFA) に所属している。

## 概要
大阪府大阪市中央区瓦町4丁目5番3号に本社を置く。
1964年設立。本社を大阪に、支店を東京に設置。物流センターは1989年に設置、2015年に新築した。
倉庫の拡大に伴い、株式会社アール&ディによる効率化施策を実践している。
2016年、武庫川女子大学と協同で障害を持った子ども向け介護用下着の研究を行った。この取り組みは経済産業省 近畿経済産業局の主催による実践型課題解決プロジェクト｢Ai-SPEC 2016｣で優勝を獲得した。

## 事業所
- 本社（大阪本社）：大阪市中央区瓦町4丁目5番3号
- 東京店：東京都中央区日本橋大伝馬町11-8 フジスタービルディング日本橋10階105号
- 物流センター：兵庫県丹波市市島町上垣897-1